# Concerto grosso opus 3 no 3 de Haendel
Pour les articles homonymes, voir Concerto grosso (homonymie).
Le Concerto grosso opus 3 no 3 en sol majeur HWV 314 est un concerto grosso de Georg Friedrich Haendel. Comme les autres numéros de l'opus, il est admis que ce concerto n'est pas une composition originale mais un montage de pièces déjà écrites par Haendel.

## Structure
L'œuvre comprend trois mouvements :
1. Largo e staccato - Allegro
2. Adagio
3. Allegro

## Instrumentation
- une flûte (ou hautbois), violon solo, cordes, continuo.